# Aratinga coronada
L'aratinga coronada (Eupsittula aurea) és una espècie d'ocell de la família dels psitàcids que habita l'àrea neotropical però que s'ha usat en molts llocs en avicultura.

## Morfologia
- Fa uns 27 cm de llargària, amb un pes d'uns 84 grams.
- Cotorra de color general verd, més clar i amb un to groguenc per sota.
- Cap verd amb zones blaves. Front de color entre taronja i préssec.

## Hàbitat i distribució
Viu en zones de sabana, boscos caducifolis, camp obert i terres de conreu, des del sud-est del Perú, Surinam, gran part del Brasil, nord i est de Bolívia i nord de l'Argentina i del Paraguai.

## Alimentació
S'estima més menjar les llavors de les fruites que la polpa. Utilitzen les potes sostenir el menjar.

## Reproducció
Són ocells monògams que sovint s'emparellen per vida. Fa els seus nius en troncs buits d'arbres o palmeres, però també fa ús de forats en roques, i fins i tot barrancs i tèrmiters.